# Hebeloma gigaspermum
Hebeloma gigaspermum Gröger & Zschiesch. – gatunek grzybów należący do rodziny podziemniczkowatych (Hymenogastraceae).

## Systematyka i nazewnictwo
Pozycja w klasyfikacji według Index Fungorum: Hebeloma, Hymenogastraceae, Agaricales, Agaricomycetidae, Agaricomycetes, Agaricomycotina, Basidiomycota, Fungi.
Synonimy:
- Hebeloma gigaspermum var. inodorum J.Aug. Schmitt 2020
- Hebeloma gigaspermum var. inodorum J.Aug. Schmitt 2022
- Hebeloma groegeri Bon 2002

## Morfologia
Kapelusz
Średnica 1,8–5 cm, kształt płaskowypukły, szeroko dzwonkowaty z tępym garbkiem, lekko ekscentryczny. Brzeg podwinięty do późnej starości i nigdy nie karbowany, często nieregularny, czasami lekko owłosiony. Powierzchnia w stanie wilgotnym idealnie naga i nieco kleista, szybko wysychająca, bardzo rzadko biaława (głównie na podwiniętym brzegu), na obrzeżach ochrowa, czerwonawoochrowa lub dymnobrązowa, poza tym żółtoochrowa, żółtobrązowa lub brudno czerwonawoochrowa, w środku czerwonawoochrowa.
Blaszki
Dość rzadkie i niezbyt szerokie (u dojrzałych owocników w części środkowej do 5 mm szerokości i 2–3 mm pod kapeluszem), lekko pofałdowane, szeroko przylegające, początkowo ochrowe lub mlecznokawowe, potem dymnobrązowe, jasnooliwkowe. Krawędzie białe, ząbkowane.
Trzon
Wysokość 3–6,5 cm, grubość 0,3–0,7 (1) cm, u młodych okazów blady, potem brązowiejący (poczynając od podstawy), w górnej części omączony lub oprószony, prawie nagi lub włókienkowaty, mniej więcej równy, czasem lekko rozszerzony u nasady, często prawie wrzecionowaty, zakorzeniony w podłożu.
Miąższ
Biały, w stanie wilgotnym częściowo szklisty, tylko pod skórką kapelusza lekko zabarwiony, u nasady trzonu czerniejący. Zapach przyjemny, podobny do zapachu włośnianki słodkowonnej.
Cechy mikroskopowe
Podstawki czterozarodnikowe, 39,5–46 × 10–12,5 μm. Bazydiospory długie, cytrynowate lub migdałowate, duże i raczej nierówne, (11) 12–15,5 (17–19) × 6,5–7,8 (8,5) µm, wyraźnie brodawkowate, żółtoczerwonawobrązowe, częściowo lekko brodawkowate, z podwójną ścianką, exosporium wyraźnie rozluźnione. Cheilocystydy przekraczające 35–40 μm brzegu blaszek, w młodym wieku niemal maczugowate i silnie główkowate, później bardziej cylindryczne do wąsko maczugowatych, 57–85 × (6) 7,5–12 (14–15) μm. Epicutis nieco zżelatynowany, zbudowany ze strzępek o szerokości 2,5–4,5 µm, splątanych z szerokimi strzępkami.
Gatunki podobne
Najbardziej podobna jest włośnianka słodkowonna (Hebeloma sacchariolens). Różnią się siedliskiem (w. słodkowonna występuje w bardziej suchych siedliskach w lasach i ogrodach), oraz rozmiarem zarodników (u H. gigaspermum są większe).

## Występowanie
Podano stanowiska Hebeloma gigaspermum tylko w Europie. Brak tego gatunku w opracowanym w 2003 r. przez Władysława Wojewodę wykazie wielkoowocnikowych grzybów podstawkowych Polski, ale podano jego stanowiska w późniejszych latach. Prawdopodobnie nie jest rzadki, ale mylony jest z włośnianką słodkowonną. Gatunki te dawniej nie były odróżniane i wiele stanowisk podanych jako w. słodkowonna dotyczy Hebeloma gigaspermum.
Naziemny grzyb mykoryzowy. Występuje na terenach podmokłych, zwłaszcza pod wierzbami i olszami w łęgach.

## Znaczenie
Nie wiadomo, czy jest grzybem jadalnym, ale biorąc pod uwagę, że niektóre włośnianki to grzyby trujące, nie należy jej zbierać do celów spożywczych.